# Lozzolo
Lozzolo er en comune (kommune) i Vercelli i den italienske region Piemonte, lokaliseret omkring 80 km nordøst for Torino og omkring 30 km nord for Vercelli. Den 31. December 2004, havde byen et indbyggertal på 797 og et areal på 6.7 km².
Lozzolo grænser op til følgende kommuner: Gattinara, Roasio, Serravalle Sesia, Sostegno, og Villa del Bosco. Postnummeret for byen er 13060, og områdekoden er 0163.